# I Love Me (singolo)
I Love Me è un singolo della cantante statunitense Demi Lovato, pubblicato il 6 marzo 2020 ed incluso nel settimo album in studio Dancing with the Devil... the Art of Starting Over.

## Video musicale
Il video musicale, diretto da Hannah Lux Davis e girato a New York, è stato reso disponibile il 6 marzo 2020 in concomitanza con l'uscita del singolo. La clip ha ottenuto la candidatura come Miglior video con un messaggio sociale sia agli MTV Video Music Awards che agli MTV Europe Music Awards.
Nel video ci sono diversi riferimenti al passato della cantante: Camp Rock, i Jonas Brothers, Confident, l'overdose e il mancato matrimonio con Wilmer Valderrama.

## Tracce
Testi e musiche di Demi Lovato, Sean Douglas, Keith Sorrells, Alex Niceforo, Jennifer Decilveo, Rose Nicholson e Warren Felder.
Download digitale
1. I Love Me – 3:23

Download digitale – Zac Samuel Remix
1. I Love Me (con Zac Samuel) (Zac Samuel Remix) – 3:44

Download digitale – Remix
1. I Love Me (feat. Travis Barker) (Emo Version) – 3:23

## Formazione
Musicisti
- Demi Lovato – voce, cori
- Oak Felder – programmazione, batteria, basso, tastiera
- Keith "Ten4" Sorrells – programmazione, batteria, tastiera, cori
- Alex Niceforo – programmazione, batteria, cori
- Sean Douglas – cori
- Jennifer Decilveo – cori

Produzione
- Warren "Oak" Felder – produzione
- Keith "Ten4" Sorrells – produzione, registrazione
- Alex Nice – produzione
- Manny Marroquin – missaggio

## Successo commerciale
Nella Billboard Hot 100 I Love Me ha debuttato alla 18ª posizione, diventando il quarto ingresso più alto della Lovato nella classifica statunitense. Nella sua prima settimana ha venduto 38 000 copie digitali, ponendola direttamente alla vetta alla Digital Songs e rendendola la sua seconda numero uno digitale consecutiva. Ha inoltre accumulato 14,2 milioni di riproduzioni streaming, esordendo al 36º posto della Streaming Songs, e un'audience radiofonica di 15,9 milioni di ascoltatori.
Nella Official Singles Chart britannica è entrata alla 35ª posizione con 14 262 unità vendute durante la sua prima settimana, divenendo la dodicesima top forty della cantante.

## Classifiche
| Classifica (2020) | Posizione massima |
| ----------------- | ----------------- |
| Austria           | 60                |
| Belgio (Fiandre)  | 61                |
| Canada            | 30                |
| Croazia           | 60                |
| Germania          | 89                |
| Grecia            | 54                |
| Irlanda           | 30                |
| Lituania          | 60                |
| Paesi Bassi       | 93                |
| Portogallo        | 64                |
| Regno Unito       | 35                |
| Repubblica Ceca   | 47                |
| Slovacchia        | 56                |
| Stati Uniti       | 18                |
| Svizzera          | 65                |
| Ungheria          | 40                |